# 康普龙
康普龙（法語：Camprond，法語發音：[kɑ̃pʁɔ̃]）是法国芒什省的一个市镇，属于库唐斯区。

## 地理
康普龙（49°5'18"N, 1°20'52"W）面积6.27 平方千米，位于法国诺曼底大区芒什省，该省份为法国西北部沿海省份，西、北、东北三面环大西洋，东起顺时针与卡爾瓦多斯省、奧恩省、马耶讷省和伊勒-维莱讷省接壤。
与康普龙接壤的市镇（或旧市镇、城区）包括：蒙屈、贝尔瓦勒、康贝农、勒洛雷、萨维尼。

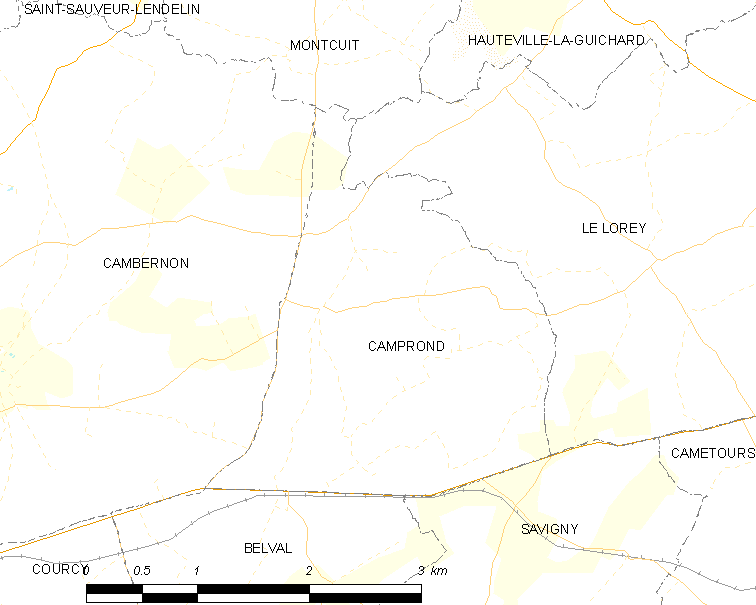
康普龙的OSM定位图

康普龙的时区为UTC+01:00、UTC+02:00（夏令时）。

## 行政
康普龙的邮政编码为50210，INSEE市镇编码为50094。

## 政治
康普龙所属的省级选区为库唐斯县。

## 人口

1962-2008年间康普龙人口变化图示

康普龙于2022年1月1日时的人口数量为386人。